# Reinhard Krepler
Reinhard Krepler (* 6. August 1946 in Wien) ist ein österreichischer Mediziner. Er war von 1989 bis 2014 Ärztlicher Direktor des neuen Allgemeinen Krankenhauses der Stadt Wien.

## Leben
Reinhard Krepler promovierte 1971. Im Jahr 1978 schloss er die Facharztausbildung für Pathologie ab. Er habilitierte sich 1982 und wurde 1985 zum Außerordentlichen Universitätsprofessor für Pathologie an der Universität Wien ernannt. Er absolvierte die Ausbildung zum Zusatzfacharzt für Zytodiagnostik (1983) und für Humangenetik (2005).
1989 wurde er Ärztlicher Direktor des neuen Allgemeinen Krankenhauses der Stadt Wien. 2004 wurde er zum Direktor der Teilunternehmung „Allgemeines Krankenhauses der Stadt Wien – Universitätskliniken“ der Unternehmung Wiener Krankenanstaltenverbund bestellt. Er war zudem ab 2008 Mitglied des Universitätsrats an der Medizinischen Universität Graz. Im Jahr 2014 wurde nach 25 Jahren als Ärztlicher Direktor pensioniert.
Krepler befand sich im Personenkomitee der SPÖ-Politikerin und Bezirksvorsteherin im Alsergrund Martina Malyar, des SPÖ-Politikers und österreichischen Bundespräsidenten Heinz Fischer sowie des SPÖ-Politikers und Wiener Bürgermeisters Michael Häupl.
Von Mai 2015 bis Oktober 2020 war Krepler Präsident des Wiener Roten Kreuzes. Er wurde im Oktober 2020 zum Ehrenpräsidenten des Wiener Roten Kreuzes ernannt.

## Auszeichnungen
Am 21. Juni 2007 zeichnete Bundespräsident Heinz Fischer ihn mit dem Österreichischen Ehrenkreuz für Wissenschaft und Kunst I. Klasse aus.